# 宝可梦井盖
宝可梦井盖是寶可夢公司以《宝可梦》系列中宝可梦的图画为设计款式的井盖。

日本鹿儿岛县指宿市设置的绘有宝可梦伊布的宝可梦井盖

## 概要
在2018年12月20日，作为一种宝可梦的伊布被任命为鹿儿岛县指宿市的体育・文化交流大使。同日指宿站前的伊布宝可梦井盖正式启用。2019年2月22日市内的其他场所陆续完成设置了其它8种进化形态伊布的宝可梦井盖。同年7月31日宝可梦公司宣布，作为“宝可梦当地Acts〜地区的力量真厉害！〜”的一部分，将陆续在日本全国各地设置宝可梦井盖。2021年8月时，已经有超过200个的宝可梦井盖。据井盖业界团体日本地面井盖工业会称，遍布日本全国多地，设置拥有特定内容的井盖，这些宝可梦井盖还是最先的。
作为宝可梦井盖设定的一部分，在官方网站上有记载，是在宝可梦地鼠挖掘留下的坑洞上有不知道谁在上面画了这些宝可梦的图画作为一种“记号”。